# Крымский, Сергей Борисович
Сергей Бори́сович Крымский (2 июня 1930, Артёмовск, УССР, СССР — 30 июня 2010, Киев, Украина) — советский и украинский философ

, культуролог. Доктор философских наук (1976), профессор (1988) Национального университета «Киево-Могилянская Академия».
Лауреат Шевченковской премии (2005), премии им. Д. Мануильского (1990), им. Михаила Туган-Барановского (2000), им. Дмитрия Чижевского (2001). Заслуженный деятель науки и техники Украины.
Родился на Донбасе. В 1953 г. окончил философский факультет Киевского университета. С 1957 г. работал в Институте философии им. Г. С. Сковороды НАН Украины, где прошел последовательно по всем ступеням путь от младшего лаборанта до заведующего отделом. Член Нью-Йоркской академии наук.

## Работы
- «Генезис форм і законів мислення» (1962)
- «Научное знание и принципы его трансформации» (1974)
- «Мировоззренческие категории в современном естествознании» (соавтор; 1983)
- «Пути формирования нового знания в современной науке» (соавтор; 1983)
- «Григорій Сковорода: Біографічна повість» (соавтор; 1984)
- «Рациональность в науке и культуре» (соавтор; 1989)
- «Экспертные оценки в социологических исследованиях» (соавтор; 1990)
- «Верификация социальных прогнозов» (соавтор; 1992)
- «Эпистемология культуры: Введение в обобщённую теорию познания» (соавтор; 1993)
- «Конец истории» или метаистория? // Collegium. — 1994. — № 1. — С. 28-38.
- Под сигнатурой Софии // Философская и социологическая мысль. — 1995. — № 5-6. — С. 235—243.
- Балансируя между ангелом и зверем: Каким будет моральный выбор современности? // Человек и мир. — 1996. — № 5. — С. 22-26.
- Ценностно-смысловой универсум как предметное поле философии: Философское понимание человека // Философская и социологическая мысль. — 1996. — № 3-4. — С. 102—116.
- Архетипы украинской культуры // Вестник НАН Украины. — 1998. — № 7-8. — С. 74-87.
- Дмитрий Чижевский о национальном определения историко-философского процесса в Украине // Философская мысль. — 1998. — № 3. — С. 103—110.
- По ту сторону Страшного Суда // Человек и мир. — 1998. — № 2. — С. 17-22.
- «Третья правда» бытия // Современность. — 1998. — № 4. — С. 99-107.
- «Пути и перепутья современной цивилизации» (соавтор; 1998)
- «Философия как путь человечности и надежды» (2000)
- «Запити філософських смислів» (2003)
- «Заклики духовності ХХІ століття» (2003)
- «Під сигнатурою Софії» (2008)
- «Ранкові роздуми» (2009).
- Контуры духовности: Новые контексты идентификации / С. Б. Крымский // Вопросы философии. — 1992. — № 12. — С. 21-28.